# Masumi Mishina
Masumi Mishina (三科 真澄, Mishina Masumi, Kanagawa, 12 mars 1982  -) est une joueuse de softball japonaise. Durant les Jeux olympiques d'été de 2004, elle remporta une médaille de bronze et en 2008, elle remporta la médaille d'or devançant les États-Unis et l'Australie.